# Chrysosoma pacificum
Chrysosoma pacificum är en tvåvingeart som beskrevs av Octave Parent 1930. Chrysosoma pacificum ingår i släktet Chrysosoma och familjen styltflugor. Inga underarter finns listade i Catalogue of Life.